# 182 г. пр.н.е.
182 (сто осемдесет и втора) година преди новата ера (пр.н.е.) е година от доюлианския (Помпилийски) римски календар.

## Събития

### В Римската република
- Консули са Гней Бебий Тамфил и Луций Емилий Павел Македоник.
- Квинт Фулвий Флак нахлува в Келтиберия.[1]
- Конфликти между Картаген и нумидийския цар Масиниса.[1]

### В Гърция
- Месения е принудена от Ликорт (баща на Полибий) отново да стане част от Ахейския съюз.[1]

### В Мала Азия
- След смъртта на Прусий I на трона във Витиния се възкачва неговият син Прусий II (182 – 149 г. пр.н.е.).[1][2]
- Война между царят на Пергам Евмен II и царят на Понт Фарнак I.[1]

## Родени
- Птолемей VIII, фараон от династията на Птолемеите в Египет (умрял 116 г. пр.н.е.)

## Починали
- Деметрий I,[notes 1] цар на Гръко-бактрийското царство
- Прусий I, владетел на Витиния

Бележки:
1. ↑  или 175 г. пр.н.е.